# Prințesa Maria de Saxa-Altenburg (1854–1898)
Prințesa Marie Friederike Leopoldine Georgine Auguste Alexandra Elisabeth Therese Josephine Helene Sophie of Saxe-Altenburg (2 august 1854 – 8 octombrie 1898) a fost soția Prințului Albert al Prusiei, regent al ducatului Brunswick.

## Familie
Maria a fost singurul copil al lui Ernst I, Duce de Saxa-Altenburg și a soției acestuia, Prințesa Agnes de Anhalt-Dessau, care a atins vârsta adultă; fratele ei mai mic, Georg, a murit în copilărie. Pentru că tatăl ei nu a avut moștenitori pe linie masculină, titlul a fost preluat de vărul Mariei, Ernst.

## Căsătorie și copii
La 9 aprilie 1873 la Berlin s-a căsătorit cu Prințul Albert al Prusiei, un nepot al regelui Frederic Wilhelm al III-lea al Prusiei. Mariajul nu a fost fericit iar mai târziu cei doi au divorțat.
Împreună au avut trei copii:
- Friedrich Heinrich Albrecht (1874–1940)
- Joachim Albrecht (1876–1939)
- Friedrich Wilhelm (1880–1925)